# Maja Forsum
Anna Maria (Maja) Forsum, född Fernvik 14 mars 1909 i Vika församling, Kopparbergs län, död 4 september 2002 i Nottebäcks församling, Kronobergs län
, var en svensk konstnär.
Forsum studerade vid Högre konstindustriella skolan i Stockholm. Hon medverkade i samlingsutställningar med Värmlands konstförening sedan 1941. Hennes konst består av blomsterstilleben och landskapsmålningar med motiv från Vättern, Stenshuvud och Bottensjön.